# Dasysphinx watkinsi
Dasysphinx watkinsi är en fjärilsart som beskrevs av Druce 1911. Dasysphinx watkinsi ingår i släktet Dasysphinx och familjen björnspinnare. Inga underarter finns listade i Catalogue of Life.